# Kasteel van Saladin
Het Kasteel van Saladin of Qal'at Salah el-Din is een middeleeuws kasteel in Syrië. Het bevindt zich 40 km ten oosten van Latakia op een heuveltop. Het kasteel is gedeeltelijk een ruïne.
De Feniciërs zouden dit strategisch punt reeds ingenomen hebben in het 1e millennium voor onze tijdrekening. De Byzantijnen bouwden hier in de 10e eeuw een eerste verdedigingsconstructie. In het begin van de 12e eeuw - tijdens de Kruistochten - werd de burcht ingenomen door de kruisridders en verder uitgebouwd. Ze noemden het toen Château de Saône. In 1188 werd het kasteel veroverd door Saladin en het bleef daarna in moslimhanden. Saladin en zijn opvolgers, de Ajjoebiden, breidden het kasteel opnieuw verder uit.
Opvallend is de 28 m diepe gracht die in de rotsen rondom de burcht werd uitgehouwen, vermoedelijk door de Byzantijnen. Deze gracht is 156 m lang en 14 tot 20 m breed en heeft een 28 m hoge “naald” bedoeld om de ophaalbrug te ondersteunen. Deze “naald” wordt gevormd door een stuk “niet weggenomen rots”.
In 2006 is het kasteel samen met het Krak des Chevaliers tot Werelderfgoed verklaard.

## Externe link

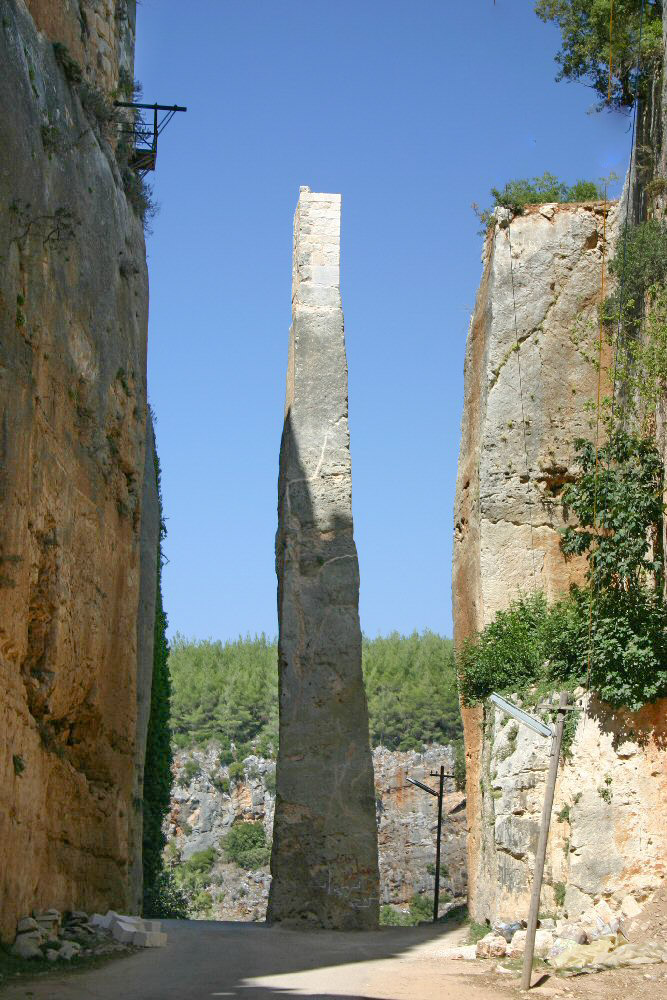
Slotgracht met de ‘stenen naald’ als steun voor de toegangsbrug